# Montepuez (Mosambik)
Montepuez (indigen: Ntipwehi) ist die zweitgrößte Stadt der Provinz Cabo Delgado in Mosambik nach der Provinzhauptstadt Pemba.

## Geographie
Montepuez ist die Hauptstadt des Distrikts Montepuez und hat eine Fläche von 79 km².

## Bevölkerung
| Jahr | Bevölkerung |
| ---- | ----------- |
| 1997 | 58.594      |
| 2009 | 77.515      |

Montepuez hat 77.515 Einwohner.